# Liste der Baudenkmäler in Mödingen
Auf dieser Seite sind die Baudenkmäler in der schwäbischen Gemeinde Mödingen zusammengestellt. Diese Tabelle ist eine Teilliste der Liste der Baudenkmäler in Bayern. Grundlage ist die Bayerische Denkmalliste, die auf Basis des Bayerischen Denkmalschutzgesetzes vom 1. Oktober 1973 erstmals erstellt wurde und seither durch das Bayerische Landesamt für Denkmalpflege geführt wird. Die folgenden Angaben ersetzen nicht die rechtsverbindliche Auskunft der Denkmalschutzbehörde.

## Baudenkmäler nach Ortsteilen

### Mödingen
| Lage                          | Objekt                            | Beschreibung | Akten-Nr.    | Bild           |
| ----------------------------- | --------------------------------- | --- | ------------ | -------------- |
| Handerstraße 6 (Standort)     | Wohnhaus                          | eingeschossiger Mansarddachbau mit Schopf und geschweiftem Zwerchgiebel mit Voluten, um 1900 | D-7-73-147-1 | BW             |
| Hauptstraße 10 1/2 (Standort) | Katholische Pfarrkirche St. Otmar | einschiffiger Bau mit tonnengewölbtem Langhaus und eingezogenem Chor, von Johann Christoph Singer, 1760–62; mit Ausstattung; Friedhofsmauer mit von Doppelpilastern flankiertem Portal mit geschweiftem Abschluss, um 1760/62; Kapelle mit Schweifgiebel, 18. Jahrhundert, an der Westmauer des Friedhofs; Karner, Walmdachbau, um 1760, in der Südwestecke des Friedhofs | D-7-73-147-2 | weitere Bilder |
| St.-Otmar-Straße 4 (Standort) | Bauernhaus                        | eingeschossiger Mitterstallbau mit Satteldach auf hohem Sockelgeschoss, Stichbogenportal, im Kern wohl 17. Jahrhundert, Fassade 19. Jahrhundert | D-7-73-147-3 | Bauernhaus     |

### Bergheim
| Lage                     | Objekt                              | Beschreibung | Akten-Nr.    | Bild           |
| ------------------------ | ----------------------------------- | --- | ------------ | -------------- |
| Kapellenweg 2 (Standort) | Katholische Pfarrkirche St. Michael | Flach gedeckter Saalbau mit eingezogenem, dreiseitig geschlossenem Chor, Turmunterbau 14./15. Jahrhundert, 1731–37; mit Ausstattung | D-7-73-147-5 | weitere Bilder |
| Auf der Höhe (Standort)  | Katholische Kapelle St. Antonius    | schlichter Bau mit Vorbau und Dachreiter, 1906; mit Ausstattung                                                                     | D-7-73-147-6 | BW             |

### Kloster-Mödingen
| Lage                       | Objekt                 | Beschreibung | Akten-Nr.    | Bild           |
| -------------------------- | ---------------------- | --- | ------------ | -------------- |
| Klosterstraße 4 (Standort) | Kloster Maria Medingen | Ehemaliges Dominikanerinnenkloster, jetzt Franziskanerinnenkloster, Kirche und Kloster in einem weiten, von Mauern und Nebengebäuden umzogenen Hof, bilden eine einheitliche Baugruppe; mit Ausstattung | D-7-73-147-7 | weitere Bilder |

### Nuitenmühle
| Lage                        | Objekt                               | Beschreibung | Akten-Nr.     | Bild |
| --------------------------- | ------------------------------------ | --- | ------------- | ---- |
| Klosterstraße 11 (Standort) | Nuitenmühle, ehemalige Getreidemühle | langgestreckter zweigeschossiger Satteldachbau, unter Einbezug eines älteren Kerns nach 1891 weitgehend neu errichtet, angebauter Wirtschaftsteil und Dachaufsatz um 1920; mit technischer Ausstattung | D-7-73-147-11 | BW   |

### Stettenhof
| Lage                     | Objekt            | Beschreibung | Akten-Nr.    | Bild              |
| ------------------------ | ----------------- | --- | ------------ | ----------------- |
| Stettenhof (Standort)    | Stettenhofkapelle | Neubau von 1929/30, nach Vorbild von 1345; mit Ausstattung | D-7-73-147-9 | Stettenhofkapelle |
| Stettenhof 10 (Standort) | Gutshof           | Hauptgebäude zweigeschossiger Giebelbau aus drei Gebäudeteilen mit verschiedenen Firsthöhen, Wohnhaus mit Satteldach und profiliertem Giebel, wohl 18. Jahrhundert; Scheune, 19. Jahrhundert; Teile der ehemaligen Hofummauerung erhalten, Bruchsteinmauerwerk | D-7-73-147-8 | Gutshof           |